# Sommerain
Sommerain is een dorp in de Belgische provincie Luxemburg. Het ligt in Mont, een deelgemeente van Houffalize. Sommerain ligt meer dan drie kilometer ten oosten van het centrum van Mont.

## Geschiedenis
Op het eind van het ancien régime werd Sommerain een gemeente. In 1823 werden bij gemeentelijke herindelingen in Luxemburg veel kleine gemeenten samengevoegd en Sommerain werd, net als Taverneux, opgeheven en bij de gemeente Mont gevoegd.

## Bezienswaardigheden
- De Église Saint-Étienne

Deelgemeenten: Houffalize · Mabompré · Mont · Nadrin · Tailles · Tavigny · Wibrin

Overige kernen: Achouffe · Alboumont · Bœur · Bonnerue · Buret · Cetturu · Chabrehez · Cowan · Dinez · Engreux · Filly · Fontenaille · Mormont · Ollomont · Pisserotte · Sommerain · Taverneux · Vellereux · Vissoûle · Wandebourcy · Wilogne

Belgische gemeenten · Arrondissement Bastenaken · Luxemburg · Wallonië